# Антон Мітов

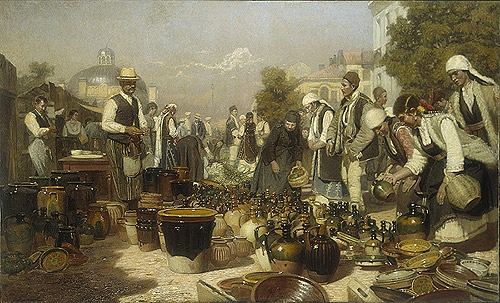
Овочевий ринок в Софії (Гончарний ринок), 1917 р.

Антон Мітов (1 квітня 1862, Стара-Загора, Болгарія, Османська імперія — 20 серпня 1930, Софія, Болгарія) — болгарський художник, мистецтвознавець, критик, історик мистецтва, педагог, професор, громадський діяч, член-кореспондент Болгарської АН (1918). 
Один із видатних представників реалізму в живопису Болгарії. 

## Біографія
У 1881-1885 навчався в Академії витончених мистецтв Флоренції під керівництвом Джузеппе Чаранфі (1838-1902).  Повернувшись на батьківщину, займався публіцистикою, був викладачем середніх шкіл в містах Стара-Загора, Пловдив, Варна і Софія. 
Антон Мітов був професором історії мистецтв, перспективи та методики малювання, а також директором Художньої академії в Софії (1912-1918 і 1924-1927), одним із засновників якої він був (1896). 
Автор перших морських пейзажів у болгарській живопису – «Варненський порт», «Варненський берег», «Варненське море».  Мітов активну участь у громадсько-культурного і політичного життя, і виступав як пристрасний публіцист.  Серед його публікацій у періодичній пресі займають місце «Листи про Болгарію», які випускалися в газетах «Балканська зоря», «Вечірня пошта», «Мир», а також і в журналі «Мистецтво». 
Автор багатьох реалістичних жанрових картин, таких як, «Продавець лимонаду на старо-Загорському базарі», «Група селян з ярмарки», «Єврей на софійському ярмарку», а також портретів (Портрет Івана Мирквічки), пейзажів. 
Батько художника, Бориса Мітова . 

## Відомі картини

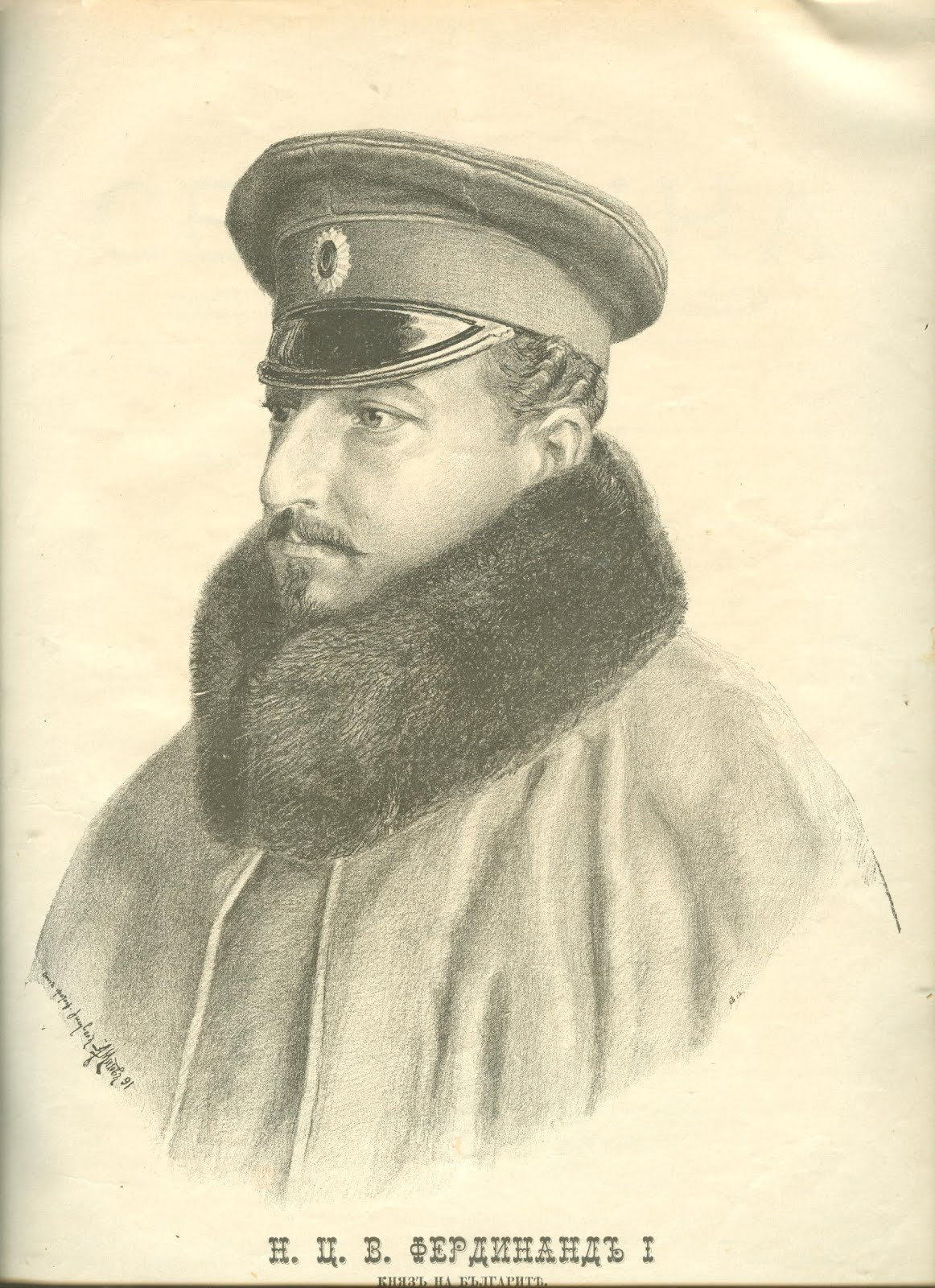
Портрет князя Фердинанда, 1891

- Първи морски пейзажи в българската живопис:
  - „Варненско пристанище“ (1892)
  - „Варненски бряг“ (1894)
  - „Варненско море“ (1895; Национална художествена галерия)
- „Връщане от гроздобер“ (1893; Национална художествена галерия)
- „Пазар на грозде в Евксиноград край Варна“ (1893; Национална художествена галерия)
- „Златар на Софийския пазар“ (1898)
- „Из Софийския пазар“ (1899)
- „Група селяни на пазар в София“ (1903; Национална художествена галерия)
- „Група селянки на пазар в Силистра“ (1913; Национална художествена галерия)
- „Пазар на зеленчуци в София (Грънчарският пазар)“ (1917)
- „Майка и син на пазар за дърва в София“ (1920; Национална художествена галерия)
- „Портрет на Радул Канели“ (1898; Национална художествена галерия)
- „Портрет на Иван Мърквичка“ (1908; Национална художествена галерия)
- „Автопортрет“ (1921; Национална художествена галерия)